# Eudoxie Angelina
Pour les articles homonymes, voir Eudoxie.
Titre
Grande duchesse de Serbie
1196 – 1198
Eudoxie Angelina (ou Eudocie Ange ; en grec ancien : Ευδοκία Αγγελίνα ; en serbe : Evdokija Anđel), née vers 1173 et morte en 1211, est l'épouse de Stefan Ier Nemanjić, grand duc de Serbie, de 1196 à 1198. Elle devient ensuite la maîtresse d'Alexis V Doukas Murzuphle, le futur empereur de l'Empire romain d'Orient. Elle est la fille de l'empereur byzantin Alexis III Ange et d'Euphrosyne Doukaina Kamatera.

## Biographie
Eudoxie est tout d'abord mariée à Stefan Ier Nemanjić, le second fils de Stefan Nemanja, souverain de la principauté serbe de Raška. Le mariage est organisé par son oncle, l'empereur byzantin Isaac II Ange, autour de 1186, alors que son père était en exil en Syrie. 
En 1195, lorsque Stefan Nemanja se retire dans un monastère, le mari d'Eudoxie devient le souverain de Raška (puis grand duc de Serbie). D'après les écrits de l'historien Nicétas Choniatès, peu après le mois de juin 1198, Eudoxie et son mari se disputent, chacun accusant l'autre de l'adultère. À la suite de cette querelle, elle retourne chez son père à Constantinople.
À Constantinople, Eudoxie devient la maîtresse du futur empereur Alexis V Doukas Murzuphle. Lorsque les Croisés de la Quatrième Croisade prennent d'assaut Constantinople le 12 avril 1204, elle se réfugie avec sa mère et Alexis V en Thrace, puis auprès de son père Alexis III, à Mosynopolis où la province est restée fidèle à l'Empereur. Dans un premier temps, les relations entre les deux hommes sont cordiales, si bien qu'Alexis III donne son accord pour qu'Alexis Doukas épouse Eudoxie, mais l'entente ne dure pas. Voyant en lui un rival, Alexis III tend une embuscade à Alexis V puis lui fait crever les yeux. Alexis V est ensuite capturé et condamné à mort par les Croisés.
Ayant suivi son père dans sa fuite vers le sud, Eudoxie est ensuite mariée une troisième fois à Léon Sgouros, souverain de Corinthe, qui avait proclamé son indépendance à la suite des bouleversements de la quatrième croisade. Celui-ci accorde sa protection au monarque déchu en échange de quoi il reçoit la main de sa fille. Lorsque les croisés de Boniface de Montferrat attaquent le Péloponnèse, Léon Sgouros doit se replier et se retrouve assiégé dans la citadelle fortifiée de l’Acrocorinthe. Il se suicide durant le siège en 1207/1208. Eudoxie lui survit et meurt vers 1211.

## Descendance
De son mariage avec Stefan Ier Nemanjić, Eudoxie a deux enfants :
- Stefan Radoslav ;
- Komnena Nemanjić.

## Sources
- K. Varzos, Ē genealogia tōn Komnēnōn, Thessalonica, 1984.
- s.v. Alexios V Doukas in (en) Alexander Kazhdan (dir.), Oxford Dictionary of Byzantium, New York et Oxford, Oxford University Press, 1991, 1re éd., 3 tom. (ISBN 978-0-19-504652-6 et 0-19-504652-8, LCCN 90023208) p.66.
- O city of Byzantium: annals of Niketas Choniates tr. Harry J. Magoulias (Detroit: Wayne State University Press, 1984).
- Михаило Ласкарис, Византијске принцезе у средњовековној Србији, Прилог историји византијскосрпских односа од краја XII до средине XV века, Belgrade 1926 (fac-similé Podgorica 1997) p. 7-37.